# Pensilina
La pensilina è un'infrastruttura accessoria caratteristica di vari tipi di trasporto, specialmente ferroviario e stradale; è costruita allo scopo di fornire un riparo dalle intemperie ai viaggiatori in attesa nelle fermate e nelle stazioni.

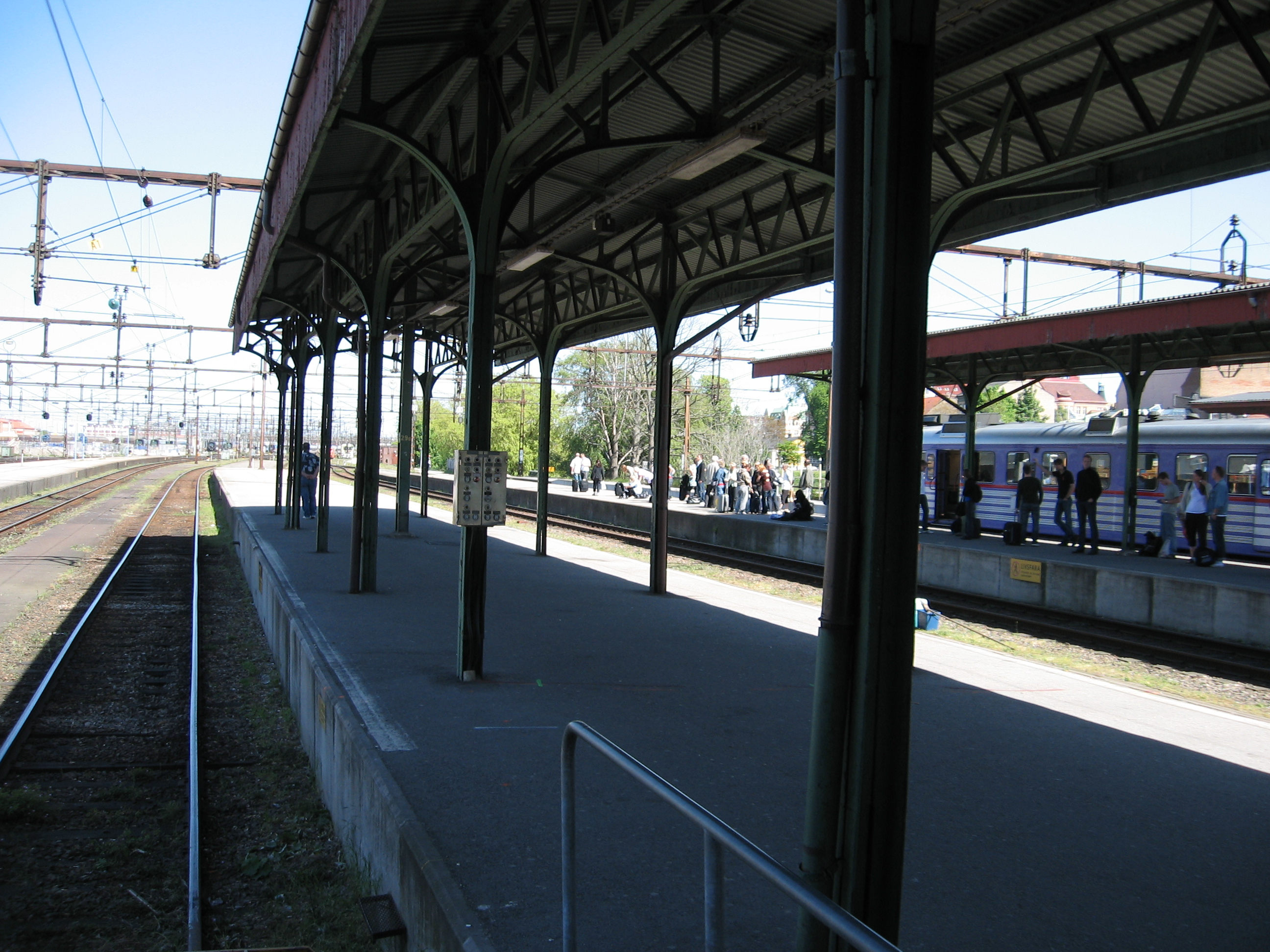
Pensilina ferroviaria

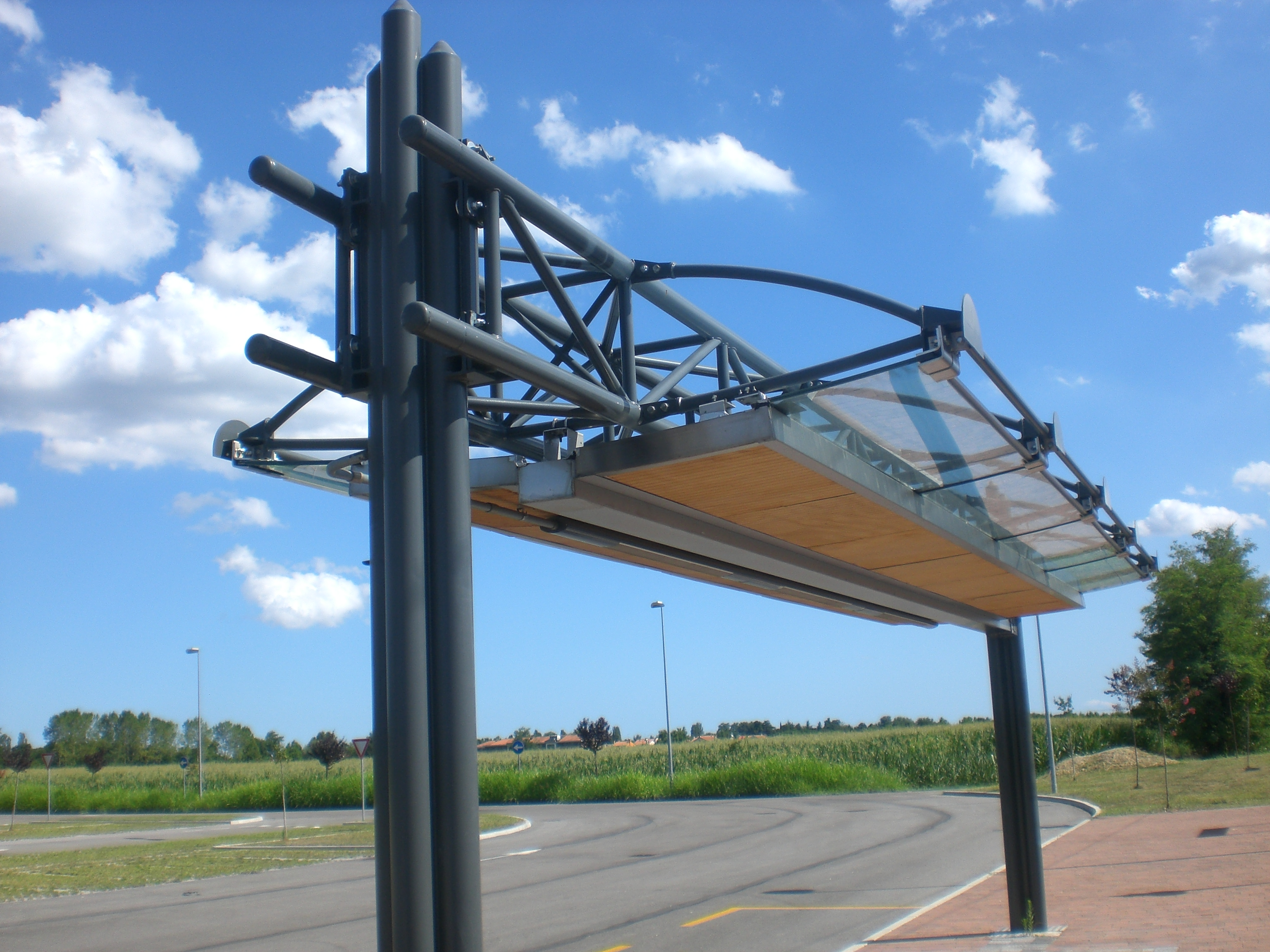
Le pensiline usate per le fermate dell'autobus, per gli stalli delle biciclette e per i marciapiedi dei binari dell'SFMR in Veneto

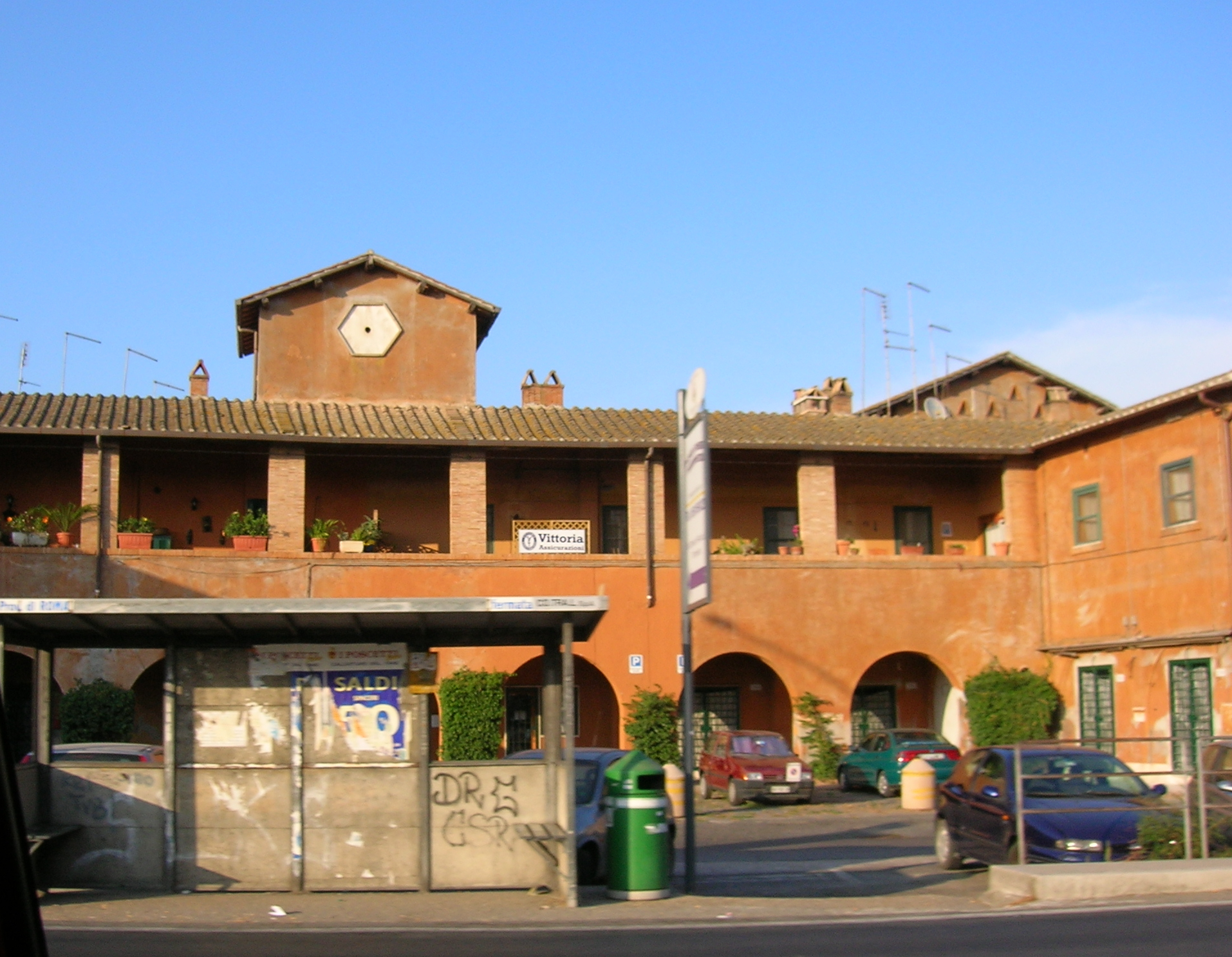
Una pensilina di vecchio tipo in una fermata degli autobus a Torrimpietra, nel Lazio

## Caratteristiche
Una pensilina è di massima costituita da una lunga tettoia sostenuta da colonne o sospesa a lato di un fabbricato di servizio. Nel caso del trasporto ferroviario ha generalmente un'altezza standard, è posta a copertura delle banchine o marciapiedi posti nelle stazioni lateralmente ai binari e consente l'attesa per l'accesso diretto alle carrozze ferroviarie.
La dimensione in lunghezza è variabile e dipende dalla lunghezza del tratto utile al servizio viaggiatori. L'altezza e la distanza dal piano del ferro deve essere strettamente rispettata, nel caso dei rotabili ferroviari, perché questi possano circolare liberamente. Le pensiline sono poste anche sui marciapiedi delle stazioni e delle fermate degli autobus.
Le pensiline possono essere poste anche a protezione dei piani caricatori per carico e scarico delle merci.

## Tipologia
Le pensiline possono essere realizzate in varie fogge e con diversi tipi di materiali:
- Pensiline in legno: sono in genere quelle più antiche e possono essere sia a struttura semplice, come vere e proprie tettoie che elaborate e con decorazioni artistiche.
- Pensiline in ferro: in genere molto usate a partire dall'inizio del XIX secolo. Erano spesso realizzate con strutture a traliccio o semplici sostenute da colonne in ghisa con capitelli a guisa di colonne corinzie o barocche.
- Pensiline in calcestruzzo armato: in uso a partire dalla costruzione di nuovi edifici di stazione nel periodo fascista e fino agli anni settanta
- Pensiline moderne con struttura in acciaio e vetro: nelle stazioni di costruzione più recente.